# Kavana "?" (Beograd)
Kavana "?" ili Kavana "Znak pitanja" (srp. ćir. - Кафана ? ili Кафана Знак питања) je najstariji beogradski restoran i kavana. Smješten je u starom dijelu grada te predstavlja jednu od gradskih znamenitosti. Poslužuju se tradicionalna jela i svira starogradska glazba.

## Povijest
Zgrada je sagrađena 1823. godine kao vlasništvo Miloša I. Obrenovića., a projektirao ju je anonimni grčki arhitekt. Prvo ju je koristio makedonski diplomat i trgovac Naum Ičko. Kasnije ju je plemić Miloš ustupio svom osobnom liječniku Ećimu Tomi zbog zasluga tijekom Drugog srpskog ustanka. Zgrada je tada preuređena u kavanu te je nazvana "Kavana Ećima Tome". Tijekom ranih 1830-ih čest je gost bio i srpski jezikoslovac i jezični reformator Vuk Stefanović Karadžić.
Godine 1878. ime je promijenjeno u „Kod pastira“, a 1892. dobila je ime „Kod Saborne crkve“. Crkvene vlasti nisu odobravale to da ime kavane ima poveznicu s Crkvom i religijom, tako da je tadašnji vlasnik kao privremeno rješenje na vrata stavio samo upitnik (znak pitanja) – „?“ te je to s vremenom postalo i novo službeno ime. 
U razdoblju poslije Drugog svjetskog rata kavana je bila vlasništvo Ivana Pavlovića, ali su je komunističke vlasti 1959. godine nacionalizirale.
Godine 2007. Vlada Republike Srbije odlučila je da „Znak pitanja“ postane vlasništvo Grada Beograda kao jedinstveno kulturno dobro, nakon što su se zaposlenici, mnogi novinari i razne udruge otvoreno protivili privatizaciji.